# Episodi di 8 sotto un tetto (nona stagione)
La nona e ultima stagione della serie televisiva 8 sotto un tetto è andata in onda originariamente negli Stati Uniti d'America sul canale CBS dal 19 settembre 1997 al 17 luglio 1998.
In Italia è stato trasmesso dal 18 maggio 1999 su Italia 1.
| nº | Titolo originale                    | Titolo italiano                | Prima TV USA      | Prima TV Italia |
| -- | ----------------------------------- | ------------------------------ | ----------------- | --------------- |
| 1  | Out with the Old                    | La vendita di baci             | 19 settembre 1997 | 18 maggio 1999  |
| 2  | They Shoot Ducks, Don't They        | A caccia sul lago              | 26 settembre 1997 | 19 maggio 1999  |
| 3  | Dumb Belle of the Ball              | Una serata magnifica           | 3 ottobre 1997    | 20 maggio 1999  |
| 4  | Drinking and Jiving                 | Negando la verità              | 10 ottobre 1997   |                 |
| 5  | Who's Afraid of the Big Black Book? | L'agendina nera                | 17 ottobre 1997   | 24 maggio 1999  |
| 6  | A Mind Is a Terrible Thing to Read  | La macchina della memoria      | 24 ottobre 1997   | 25 maggio 1999  |
| 7  | Stevil II: This Time He's Not Alone | L'incubo                       | 31 ottobre 1997   |                 |
| 8  | Trading Places                      | Scambio di ruoli               | 7 novembre 1997   | 27 maggio 1999  |
| 9  | A Pain in Harassment                | Il canestro d'oro              | 28 novembre 1997  | 28 maggio 1999  |
| 10 | Original Gangster Dawg              | Il cugino di Detroit           | 5 dicembre 1997   | 29 maggio 1999  |
| 11 | Deck the Malls                      | Sorprese di Natale             | 19 dicembre 1997  |                 |
| 12 | Grill of My Dreams                  | Lezioni di cucina              | 9 gennaio 1998    |                 |
| 13 | Breaking Up Is Hard to Do           | Pene d'amore                   | 16 gennaio 1998   | 1º giugno 1999  |
| 14 | Crazy For You (1)                   | La grande occasione - 1ª parte | 23 gennaio 1998   | 2 giugno 1999   |
| 15 | Crazier for You (2)                 | La grande occasione - 2ª parte | 30 gennaio 1998   | 3 giugno 1999   |
| 16 | Whose Man Is It Anyway?             | Una famiglia per 3J            | 5 giugno 1998     | 4 giugno 1999   |
| 17 | Polkapalooza                        | La gara di polka               | 12 giugno 1998    |                 |
| 18 | Throw Urkel from the Train          | Una cuccetta per due           | 19 giugno 1998    |                 |
| 19 | Don't Make Me Over                  | Seduzione fatale               | 26 giugno 1998    |                 |
| 20 | Pop Goes the Question               | Domanda di matrimonio          | 3 luglio 1998     | 9 giugno 1999   |
| 21 | Lost in Space (1)                   | Steve nello spazio - 1ª parte  | 10 luglio 1998    | 10 giugno 1999  |
| 22 | Lost in Space (2)                   | Steve nello spazio - 2ª parte  | 17 luglio 1998    | 11 giugno 1999  |

## La vendita di baci
- Titolo originale: Out With the Old
- Diretto da: Joel Zwick
- Scritto da: David W. Duclon e Gary Menteer

### Trama
Steve prende parte a un'asta di beneficenza dove i ragazzi più belli vendono i loro baci, ma nessuna ragazza è disposta a spendere dei soldi per baciarlo, così Laura si "sacrifica", finendo per dargli ben due baci appassionati, sorprendendo persino se stessa. Intanto Carl è preoccupato del fatto che Harriet abbia ottenuto una promozione e adesso guadagni più di lui, tanto da cercare un secondo lavoro per paura di perdere la sua leadership.
- Altri interpreti: Tammy Townsend (Greta), Cherie Johnson (Maxine), Richard Fox (Dr. Grabowsky), Peter Van Norden (Roy), Javier Ronceros (Pepe Perez), Alli Spotts (Irene), Damara Reilly (Sheila), Lizette Carrio (offerente), Mercedes Colón (ragazza numero 1), Laura Meshell (ragazza numero 2)

## Una serata magnifica
- Titolo originale: Dumb Belle of the Ball
- Diretto da: Joel Zwick
- Scritto da: Fred Fox, Jr

### Trama
Myrtle salva Eddie da un'automobile che sta sopraggiungendo, e questo come ricompensa le promette di portarla al ballo delle debuttanti di Biloxi.
- Altri interpreti: Cherie Johnson (Maxine), Mindy Hester (Sara Sue), Bill Kirchenbauer (Dr. Rubin), Van Stewman Jr. (autista), Damon Chandler (annunciatore), Sean Lesure (Marshall)

## Il canestro d'oro
- Titolo originale: A Pain in Harassment
- Diretto da: Joel Zwick
- Scritto da: Meg Deloatch e Beverly D. Hunter

### Trama
Steve trova un tagliando fortunato che gli dà la possibilità di partecipare ad una sfida: se riuscirà a fare un canestro da metà campo, vincerà un milione di dollari. Il giovane si allena duramente aiutato da Eddie e alla fine riesce a centrare il canestro fortunato, ma i soldi vinti serviranno quasi per intero a ripagare il danno provocato dal suo ennesimo disastro. Intanto, Harriet è alle prese con un nuovo capo che ha la fama di trattare malissimo i suoi dipendenti.
- Altri interpreti: Mark Linn-Baker (Mr. Breenner), Suanne Spoke (Susan), Patrick O'Brien (Mr. Denton), Charles C. Stevenson Jr. (James), Michael Dyer (Kevin), Ron Fassler (annunciatore)